# Estadio Adriano Irala
Estadio Adriano Irala (potocznie „La Ollita”) – nieistniejący już stadion piłkarski w Asunción, stolicy Paragwaju. Funkcjonował w latach 1936–1969. Swoje spotkania rozgrywali na nim piłkarze klubu Cerro Porteño.
Stadion został zainaugurowany 27 września 1936 roku. Nowy obiekt powstał dla klubu piłkarskiego Cerro Porteño. Na otwarcie gospodarze pokonali w meczu towarzyskim Club Olimpia 4:0. Stadion otrzymał imię Adriano Irali. W 1949 roku obiekt wyposażono w sztuczne oświetlenie. 18 maja 1969 roku rozegrano na Estadio Adriano Irala ostatnie spotkanie (Cerro Porteño – Club Libertad 6:1). Wkrótce drużyna Cerro Porteño otrzymała nowy, znacznie większy obiekt (Estadio General Pablo Rojas), który powstał tuż obok Estadio Adriano Irala. Jego otwarcie miało miejsce 24 maja 1970 roku. Ostatnią trybunę starego stadionu rozebrano w 2015 roku, by zrobić miejsce pod rozbudowę Estadio General Pablo Rojas. Obecnie w miejscu dawnego stadionu znajduje się jedynie boisko treningowe.